# Jean-Louis Latour
Pour les articles homonymes, voir Latour.
Jean-Louis Latour, né le 25 mai 1935 à Morlaix et mort le 6 juin 2017 à Redon, a œuvré pour le développement et la promotion de la culture bretonne.

## Biographie
Issu d’une famille citadine de marins (XIXe siècle), militaires et commerçants. Marié à Marie Christine, Jean-Louis Latour est père de quatre enfants, Guirec, Gaelle, Nolwenn et Annaig.
Il est profondément marqué par la guerre de 39-45 où son frère, parti en Angleterre à 17 ans en juin 1940, est grièvement blessé en août 1944 près d'Alençon (2e D.B.). En janvier 1943, une bombe tombée sur son école à Morlaix a provoqué la mort de 40 enfants. Très traumatisé par cet événement ses parents décident de l’envoyer dans une ferme de Plouégat-Guerrand où il s’imprègne totalement du breton. En octobre 1945, à Redon, il découvre le gallo ; il obtient son bac philo à Nantes. Au cours de son service militaire (1957/1960) il encadre et "instruit" des « Français de souche nord-africaine » (FSNA), il y approche la culture musulmane.
Il est à l’Éducation nationale de 1960 à fin 1971, conseiller d’éducation. En 1960, il rencontre Albert Poulain avec qui il fait équipe pendant de nombreuses années collectant et chantant les textes qu’ils recueillent au fil de leurs rencontres. Il chante ainsi en festoù-noz et concerts jusqu’en 1985 (réalisation du premier disque de chants traditionnels gallos du Pays de Redon). De 1972 à 1995, il est directeur de Centre social CAF, titulaire d'une maîtrise de "communication sociale". De 1965 à 2002, il est parallèlement militant d’action touristique (président de l’Office de tourisme de Redon pendant 13 ans et président du Pays d'Accueil touristique).
Il a obtenu la médaille d’argent du tourisme pour la défense de l’idée bretonne et sa culture. Secrétaire de Kendalc’h en 1965, il participe activement à la construction du premier centre culturel breton  Ti Kendalc’h en tant que responsable bénévole avec sa femme Marie Christine pendant sept ans. En 1985 il prend la présidence de Kendalc’h et entre au Conseil culturel de Bretagne dont il deviendra président, succédant à Per Denez, de 1993 à 2003. Il intègre le Conseil économique et social régional en octobre 1998 en tant que représentant de la culture identitaire.[réf. nécessaire]
En 2008 il écrit le livre Châtaignes et marrons en pays de Redon édité chez Coop Breizh.

## Distinction
- Ordre de l'Hermine[Quand ?][réf. nécessaire]